# Киза (коммуна)
Киза (фр. Chisa, корс. Chisà) — коммуна во Франции, находится в регионе Корсика. Департамент коммуны — Верхняя Корсика. Входит в состав кантона Прунелли-ди-Фьюморбо. Округ коммуны — Корте.
Код INSEE коммуны — 2B366.

## Население
Население коммуны на 2008 год составляло 99 человек.
| 1962 | 1968 | 1975 | 1982 | 1990 | 1999 | 2008 |
| ---- | ---- | ---- | ---- | ---- | ---- | ---- |
| 106  | 115  | 78   | 56   | 88   | 97   | 99   |

## Экономика
В 2007 году среди 48 человек в трудоспособном возрасте (15—64 лет) 30 были экономически активными, 18 — неактивными (показатель активности — 62,5 %, в 1999 году было 37,5 %). Из 30 активных работали 24 человека (13 мужчин и 11 женщин), безработных было 6 (3 мужчины и 3 женщины). Среди 18 неактивных 2 человека были учениками или студентами, 8 — пенсионерами, 8 были неактивными по другим причинам.